# 陳熺
陳熺（1464年—？），字師晦，福建福州府閩縣人，軍籍，明朝政治人物。

## 生平
福建鄉試第五十八名舉人。弘治六年（1493年）中式癸丑科會試第一百九名，三甲第一百五十一名進士。

## 家族
曾祖陳環；祖父陳浩；父陳樂，母黃氏；繼母張氏。严侍下。兄煒。